# Les Bracelets rouges (série télévisée italienne)
Pour les articles homonymes, voir Les Bracelets rouges.
Les Bracelets Rouges (Braccialetti Rossi) est une série télévisée diffusée sur Rai 1 du 26 janvier 2014 au 2 décembre 2016.

## Résumé

### Première saison
La série raconte l’histoire des Braccialetti Rossi (Bracelets Rouges), un groupe de garçons hospitalisés pour diverses causes, qui se font des amis et fondent leur groupe pour se donner du courage. Léo, dirigeant et fondateur de l'équipe, remet à chaque membre un bracelet de couleur rouge (d'où le nom de la série), qu'il a reçu comme identifiant lors de ses chirurgies et qui est devenu le symbole de son groupe. Pour présenter l'histoire, Rocco, un garçon de 11 ans qui est dans le coma depuis huit mois en raison d'un fort impact avec l'eau, a plongé dans la plus haute plate-forme d'une piscine publique après avoir accepté un défi de fait partie d'un groupe d'enfants plus âgés; l'enfant est maintenant dans le coma, mais il réalise ce qui se passe autour de lui, le décrit et le commente dans ses propres pensées. Grâce à Rocco, Leo, Leo, est un garçon âgé de dix-sept ans qui, en raison d'une tumeur du tibia, a été amputé d'une jambe mais qui, malgré tout, est un garçon solaire et sarcastique qui tente de lutter contre sa maladie. de la meilleure façon possible. Ce jour-là, Valentino entre à l'hôpital, appelé Vale, qui sera le compagnon de chambre de Leo. pour la même raison, le chef doit également subir une opération chirurgicale pour l'amputation d'une jambe. Vale est un garçon timide et réservé qui adore surfer et peindre. Il y a aussi un nouveau camarade de chambre pour Rocco, Davide, un garçon de 14 ans qui s’est retrouvé là-bas après s’être évanoui au cours d’un match de football à son école. Au début, il ressemble à une balle têtue et grincheuse, ce qui est peut-être exacerbé par le fait que son père libère ses problèmes de travail en criant après son fils, et que le garçon ne s'entend pas bien avec la femme de ce nouvel homme. Davide a aussi un bon et affectueux côté. Le même jour, un autre garçon arrive et Antonio appelle Toni, qui a eu un accident alors qu'il essayait une moto cachée, dans l'atelier de son grand-père. Après s'être lié d'amitié avec Vale, Leo connaît Cris, une jeune fille de 17 ans souffrant d'anorexie. Le jour où Cris arrive à l'hôpital, Leo et Vale vont l'espionner et, après que la jeune fille les ait retrouvés, les deux proposent de faire une fête pour faire ses adieux à Vale et elle accepte. Le soir, Cris se rend dans la chambre des garçons et les deux exécutent leur dernière danse en s'embrassant, comprenant qu'ils essaient quelque chose l'un pour l'autre, même si Cris sera indécise entre lui et Leo, choisissant finalement ce dernier.
Dans le quatrième épisode, Davide, qui au fil du temps est devenu plus doux, subit une opération du cœur qui ne réussit pas et meurt. Les autres garçons, ignorant tout, célèbrent l'anniversaire de leur chef. Toni, grâce à sa connexion avec Rocco, parvient à parler à Davide une dernière fois. Il lui demande de dire aux garçons qu'il ira bien et qu'il n'aurait jamais imaginé trouver des amis spéciaux comme eux. Toni court des autres bracelets pour annoncer le décès de leur ami. Dans l'avant-dernier épisode, Leo, Vale, Cris et Toni demandent à la Dre Lisandri de se rendre aux funérailles de leur amie, mais elle ne peut absolument pas autoriser des patients mineurs à quitter l'hôpital. Grâce à leur courage et à l'aide de quelques infirmières, les jeunes protagonistes arrivent à l'église et entonnent la chanson préférée du garçon, Chaque fois de Vasco Rossi, tous les présents font un adieu mérité à David. Quelques jours plus tard, Vale, Cris et Toni sont déclarés guéris et doivent rentrer chez eux, après avoir dit au revoir avec leur devise Watanka!. Léo, encouragé par Vale, va voir Cris et lui murmure à l'oreille Je t'aime.
La saison se termine avec Rocco qui, sorti du coma, accueille tous les spectateurs.

### Deuxième Saison
Après les événements de la première saison, le groupe de Braccialetti Rossi semble s’être dissous : seuls Leo et Rocco sont restés à l’hôpital, tandis que Cris, Vale et Toni ont été libérés. Davide, l'esprit que seul Toni peut voir et entendre, continue de s'occuper de ses amis. Il ne peut pas accepter que les garçons, même à cause de sa mort, aient dissous un lien très spécial et feront tout pour être en mesure de les réunir.
Pendant ce temps, de nouveaux patients arrivent à l'hôpital.
Nina est une fille rebelle hospitalisée pour un cancer du sein : elle trouvera la force de faire face à ses peurs grâce à Leo, avec qui il va créer un lien très spécial, venant échanger un baiser qui rend Cris jaloux.
Chicco est un jeune Philippin qui, conduisant le scooter en état d'ébriété, a involontairement investi sa camarade de classe, Beatrice, qui est maintenant dans le coma dans le même hôpital.
Beatrice, connue sous le nom de Bea, créera un lien privilégié avec Rocco, l’un des rares qui puisse vraiment la comprendre en sortant de cette situation de vide juridique entre la vie et la mort.
Flaminia, connue sous le nom de Flam, une fille aveugle qui anime les événements de la série et qui, malgré seulement six ans, peut donner à tous, et en particulier à Chicco, de grandes leçons de vie. En fait, entre les deux sera bientôt une grande amitié: ils s'aideront mutuellement à faire face à leurs difficultés, la peur de Chicco pour son geste irresponsable qui a conduit Bea dans le coma et celle de Flam à faire face à une intervention difficile qui pourrait la rendre la vue.
Chicco apprendra à Flam à ressentir les couleurs, grâce à l'utilisation du toucher et des odeurs à l'aide des aliments présents dans la cuisine de l'hôpital, tandis que le petit lui apprendra comment elle voit, en mettant le cœur au premier plan. En fait, elle est la seule à comprendre que Chicco a une bonne âme, qu’il s’est repenti du geste commis et qu’il l’aidera, avec Rocco, à demander pardon à Bea. Juste ses excuses, permettront à la fille de se réveiller, dans l’étonnement général des médecins et des patients. À son tour, Chicco aidera Flam à récupérer après avoir découvert que l’opération importante n’a pas donné les résultats escomptés et qu’il ne pourra pas encore le voir pour le moment.
Pendant ce temps, le chef Léo continue d'assister à Cris et leur relation est devenue plus intense. Le garçon est enfin sur le point de sortir de l'hôpital et planifie son avenir avec Cris, lorsqu'il découvre une nouvelle tumeur au cerveau. Il décide de cacher la vérité à Cris pour ne plus la faire souffrir et la laisse sous le faux motif de ne plus l'aimer, prétendant aimer Nina. La fille, cependant, est désespérée et être près de lui fait semblant de retomber dans ses problèmes d'alimentation en étant hospitalisé à nouveau. Lorsqu'il réalise que la fiction ne donne pas les résultats escomptés, il tente de s'échapper de l'hôpital en sortant par la fenêtre, mais il tombe et risque de mourir à la suite de la blessure à la tête rapportée, à l'origine de la culpabilité de Leo.
Il vaut la peine de voir ses amis se disputer un malentendu, dire à Cris toute la vérité et après un moment d'inconfort pour les nouvelles, elle échappe à sa bien-aimée en disant qu'il a l'intention de le soutenir. Vale refuse de faire les vérifications nécessaires, de peur de se faire diagnostiquer un cancer. Abandonnant en fait les amis, Leo le chassera plus tard du groupe car « un bracelet rouge n'est pas un lâche ». Il trouve ensuite le courage de prendre le contrôle en se faisant pardonner par le chef.
Au lieu de cela, Toni est toujours lié à ses amis Braccialetti et, à la fois pour être à côté du grand-père qui devra être hospitalisé pour une opération, pour rester à côté de Leo et pour Rocco, devient infirmier.
La vie des Braccialetti est bouleversée par de mauvaises nouvelles : Nicola a une crise cardiaque. Avant de mourir, il a demandé à Leo de se rendre sur l'île de San Nicola pour apporter une bague et une lettre à sa bien-aimée Bianca.
Lors de la fête d'anniversaire de Leo, les résultats de son analyse et de celle de Vale arrivent: le dernier est parfaitement guéri, tandis que la tumeur du dirigeant est particulièrement grave et ne lui laisse que très peu d'espoir de survie. Désespéré Léo se rend à l'idée de mourir et décide de sortir de l'hôpital pour accomplir la dernière volonté de Nicholas, suivi par Cris, Vale, Toni et Davide, mais ne révélant son état critique qu'à Nina.
Une fois à San Nicola, les Braccialetti se rendent à une fête. Toni rencontre une fille nommée Mela, tandis que Leo et Cris font l'amour pour la première fois. Nina ne peut pas rester silencieuse et avoue à Vale, par le biais d'un chat vidéo, la gravité de la maladie de Leo, qui comprend les intentions du leader. Le lendemain, Leo se rend chez Bianca, qui lui montre un point dans la falaise où il peut répandre les cendres de Nicola. Terminé la mission, Leo est sur le point de partir en canot seul par voie de mer, attendant la mort, mais ses amis, Davide, l’arrêtent et le retiennent fermement pour le convaincre de retourner à l’hôpital pour se battre à nouveau contre le cancer.

### Troisième Saison
Après les événements de la deuxième saison, Leo décide de retourner à l'hôpital pour donner à ses médecins la chance de le guérir d'un cancer du cerveau. Au cours de cette longue période, outre le flamboyant Red Braccialetti, il rencontre un homme qui apportera des fleurs sur la tombe de sa mère. Alors qu’il pensait au départ qu’il s’agit d’un amoureux, il découvre que vers la fin, le mystérieux homme, toujours vêtu de son uniforme, n’est autre que son grand-père, qui, dans le passé, était contraire au mariage de sa fille avec son fiancé (le père de Leo) est devenu profondément insensible au monde entier et n'a plus répondu aux lettres qu'il avait reçues de sa fille. Après cette découverte, Leo décide d'affronter son grand-père avec courage et dureté. Ce n’est que grâce à la grande personnalité de ce garçon que le général, qui réalise qu’il n’a jamais été accusé et accusé avec autant de détermination, est capable de se convertir et de changer d’avis envers sa famille et Leo.
De plus, Leo aura toujours pour référence forte sa petite amie Cris, qui, après une histoire d'amour sur la plage de l'île de Nicola, restera enceinte du fils de Leo, qui accouche sur l'île. Après un mariage rapide et joyeux, les deux jeunes hommes donnent vie à leur belle famille. Le fils doit payer un lourd tribut à Cris, car il l’oblige à s’opposer à ses parents, qui seront toujours contre sa volonté, contrairement à sa sœur Carola qui ne change que sa manière de penser et réussit à la fin. comprendre sa sœur. Dès le début, Cris décide de garder le bébé sur ses genoux, car il considère que c'est le seul souvenir qu'il aura de Leo, lorsqu'il mourra des suites de sa maladie.
La vie de Leo, cependant, subit un changement profond et intense également de ce point de vue, car le cancer du cerveau sera définitivement éliminé avec une intervention du Dr Lisandri immédiatement après le mariage avec Cris. Ce cancer, contre lequel Léo se bat fort tout au long de son adolescence, sera représenté, dans les limbes entre la vie et la mort (le bassin de Rocco), par un lion féroce.
Vale, le vice-leader, maintenant guéri du cancer, parvient à trouver une fille, nommée Bella, à l'extérieur de l'hôpital. Cette fille dont il tombe amoureux, avec qui il entretiendra également une relation amoureuse, se sentira d'abord mal à l'aise à propos de Vale, et parce qu'il accorde, à son avis, une importance excessive à ses amis plutôt qu'à pour elle en tant que petite amie (une raison, celle-ci, d'une querelle qui interrogera la suite de leur histoire d'amour), et parce qu'elle sera impliquée dans le contexte où Vale a vécu longtemps, c'est l'hôpital. Cependant, la connaissance des bracelets rouges aura lentement un effet positif sur la vie de Bella, qui apprendra à aimer son petit ami avec elle-même et à approfondir diverses amitiés et relations que seule une maladie physique rend spéciales et inoubliables. Le rôle de Vale en cette saison est donc extrêmement important pour tous les enfants de l'hôpital, en particulier pour Nina et Cris, qui bénéficieront de l'aide de Vale dans divers moments de crise et de découragement.
Nina, la fillette qui apparaît dans la deuxième saison et chez laquelle on lui a diagnostiqué un cancer du sein, craque pour un nouveau chirurgien, le docteur Pietro Baratti, un homme charmant mais au cœur dur. Suivant les connaissances de Nina, son âme la transformera en une personne forte, courageuse et sensible envers les patients hospitalisés. Nina, cependant, comprendra au bout d'un moment que la relation amoureuse avec ce docteur est presque impossible. Cependant, sa présence sera également cruciale pour un nouveau garçon, nommé Bobo, qui entre à l'hôpital pour effectuer une greffe du coeur. Lui aussi, d'abord dur et insensible, devient un garçon doux et sensible grâce à la connaissance des Braccialetti Rossi, dont il deviendra ensuite membre. Cependant, il réussira à saisir un baiser de Nina, dont il tombera follement amoureux, même si une telle histoire d'amour aura une fin inattendue: en fait, lors d'un voyage à l'île de Nicola, dans lequel Vale, Cris et Nina (qui voulait voler avec Vale en parapente), celle-ci se frappe la tête sur un rocher alors qu'elle plonge dans l'eau pour sauver Cris d'une maladie. Bien que Cris soit en sécurité, Nina entre dans un coma qui ne la réveillera plus jamais. Bien que son cœur continue de battre, son cerveau ne répond plus à aucune stimulation. Avant de mettre fin à ses jours, cependant, Nina réussit, grâce à l'aide de David, l'ange gardien décédé au cours de la première saison, à faire comprendre à M. Baratti son intention de donner son cœur à Bobo, qui, en fait, , sera opéré peu de temps après et réussit à se remettre de sa maladie avec le cœur de Nina battant à l'intérieur de lui. Même la mère de Bobo, Vanessa, une femme jeune et charmante, aura le béguin pour le Docteur, et ce sera sa présence agréable pour créer une relation de complicité entre le Docteur et son fils. Nina, avant de mourir, aura l'opportunité d'entrer en contact avec ses parents même de manière totalement inattendue, car à leur insu, ils découvriront la maladie de leur fille uniquement à cause d'un stratagème (adopté par elle-même et par Cris) cela sera démasqué par les divers inconvénients et par les différentes circonstances de la vie.
Flam, la jeune fille aveugle qui apparaît à la deuxième saison, découvre un secret qui aura un impact positif sur sa vie: au début de la saison, elle découvre que son père a eu une autre fille, celle d'une autre femme. première femme. La fillette, nommée Margi, connaît pour la première fois sa sœur à l'hôpital et crée immédiatement un lien rempli d'affection et de complicité entre elles. En outre, Margi permet à sa petite sœur de se remettre de la cécité: en effet, grâce à la greffe de cellules souches dans le corps de Flam, Margi peut permettre aux médecins de poursuivre l'opération dans les yeux, ce qui finira par donner des résultats positifs. Flam est aidé, comme dans la deuxième saison, par Chicco, qui, étant profondément attaché à l’enfant, sera une véritable référence pour elle: sans surprise, le garçon l’aide à tirer le meilleur parti du don de la vue à travers découverte des couleurs.
Margi tombe amoureuse de Bobo, qui au début ne sera pas attirée par elle, étant amoureux de Nina. Cependant, grâce au talent de la photographe Margi, son amour pour Bobo sera égalé, puisque, voyant les photos prises pour lui par Margi, il se sentira profondément compris et compris par la jeune fille.
Toni, en revanche, travaille à l'hôpital pendant que son grand-père est hospitalisé (et restera à l'hôpital même après le rétablissement de ce dernier), comme toujours le messager de David, le seul et unique intermédiaire entre le garçon décédé la première saison. et le reste de ses amis. Grâce à ce talent, Toni comprendra les intentions de David et permettra surtout aux parents de Nina de comprendre que leur fille veut donner son cœur à Bobo après sa mort. De plus, Toni pourra exprimer son amour à Mela, la fille qu’il connaît avec ses amis sur l’île de Nicola à la fin de la deuxième saison et qui rentre à l’hôpital après une intervention en annexe.
Les personnages qui, bien qu'étant membres des Braccialetti Rossi, jouent un rôle moins important cette saison sont Rocco et Béatrice: cette dernière, en fait, après la sortie du coma (de la deuxième saison) ne se voit plus ni à l'extérieur ni à l'intérieur. l'hôpital : Rocco, cependant, fera quelques apparitions dans certains épisodes, sans rien faire d’important.
Parmi les nombreuses nouvelles de cette saison, il y a aussi l'intention des Braccialetti Rossi de construire une station de radio à l'intérieur de l'hôpital, complétée par un site web, dans le but de partager les expériences de leur vie. avec tous ceux qui les écoutent, en particulier tous les patients et médecins de l'hôpital, qui pourront voir dans l'amertume de la maladie un éclair d'espoir capable de rendre la vie belle, malgré les diverses difficultés et souffrances qu'elle entraîne.

## Fiche technique
Sauf indication contraire, les informations mentionnées dans cette section peuvent être confirmées par la base de données cinématographiques IMDb,  présente dans la section « Liens externes ».
- Titre original : Braccialetti Rossi
- Création : Giacomo Campiotti, Sandro Petraglia, Albert Espinosa Puig
- Réalisation : Giacomo Campiotti
- Scénario : Giacomo Campiotti, Albert Espinosa, Sandro Petraglia, Tommaso Renzoni, Fidel Signorile
- Décors : Isabella Angelini
- Costumes : Cristina Francioni
- Montage : Stefano Ricciotti
- Musique : Stefano Lentini
- Casting : Fabiola Banzi
- Direction artistique : Paola Bizzarri
- Production : Margherita Murolo, Nicola Serra, Carlo Degli Esposti, Max Gusberti, Marco Camilli, Sara Polese, Filippo Rizzello, Guido Simonetti
- Société de production : Palomar, Rai Fiction, Big Bang Media, Apulia Film Commission
- Sociétés de distribution (pour la télévision) : 
  -  Italie : Rai / Rai 1
- Langue : Italien
- Pays d'origine :  Italie
- Genre : série dramatique
- Durée : 100 minutes

## Les Braccialetti Rossi

### LeoneLeoCorreani
Interprété par Carmine Buschini (saison 1-3), appelé le chef parce qu'il est le chef du groupe et son fondateur, est le protagoniste de la fiction, il a 17 ans et est hospitalisé en raison d'une tumeur pour laquelle il a été amputé jambe. Malgré la maladie, il est courageux et ensoleillé, mais il adopte souvent une attitude rebelle et méfiante à l’égard des médecins. Bien qu'au début il ne veuille pas l'admettre, il a le béguin pour Cris, avec qui il va se fiancer. Lors de la deuxième saison, il connaît la nouvelle venue Nina, atteinte d'un cancer du sein, bien qu'elle prétende initialement être atteinte d'un lymphome de Hodgkin. Quand il semble qu'il doit enfin sortir, après deux ans d'hospitalisation, les médecins diagnostiquent une tumeur au cerveau. Afin de ne pas faire souffrir Cris inutilement, il décide d'interrompre sa relation amoureuse et tout en mentant lui dit de ne plus l'aimer, il suggère également sa volonté de s'associer à Nina - plus tard, il subviendra pour elle-même - mais le lien avec cette dernière ne transcende pas en réalité jamais le lien d'une amitié sincère. Leo et Nina se rasent les cheveux pour prévenir les conséquences de toute chimiothérapie. Dans le troisième épisode, son grand ami Nicola, presque père de famille, fait une grave crise cardiaque ; réduit à la vie, il prononça ses dernières paroles en lui laissant une camionnette et une lettre à remettre à la femme de sa vie qui vit sur l'île Saint-Nicolas et avec qui il ne s'est pas montré après l'avoir vue. heureusement attaché à un autre homme. Très peiné, cependant, parvient à faire la paix avec Vale, qui avait rompu toutes relations avec le groupe de bracelets après sa sortie de l'hôpital et avait été expulsé par Leo. Lorsque Vale révèle à Cris le véritable motif du comportement de son ami, la fille s'éloigne de sa bien-aimée et se réunit avec lui. Le jour de son dix-huitième anniversaire, Leo découvre que ses chances dans la vie sont maintenant minimes. Il décide donc de quitter l'hôpital et de rejoindre l'île de San Nicola pour honorer la promesse de son ami.
À sa grande surprise, il trouvera les autres Bracelets à l'extérieur de l'hôpital et tous ensemble, à l'exception de Rocco, qui restera près de Béa, partiront pour l'île. Une fois arrivés, le groupe entre dans un hôtel où leurs bracelets sont échangés contre ceux de l'hôtel et participent à une grande fête sur la plage, où lui et Cris vont faire l'amour pour la première fois. Le lendemain matin, il rencontre la femme de Nicola, Bianca, qui est mariée à un autre homme et a 5 beaux neveux. En lisant la lettre de rendez-vous, elle comprend à quel point Nicola l'aimait bien, malgré ses peurs. En plein milieu, Nicola décrit Leo non seulement comme le fils qu'il n'a jamais eu, mais aussi comme un exemple à suivre, non seulement en termes de maladie, mais aussi parce qu'il s'est toujours battu pour tout problème et a aidé de nombreuses personnes. prouvant avoir trouvé le bonheur malgré les difficultés, ce que Nicola n’a jamais réussi à faire. À la fin, Bianca avoue à Léo que si les choses s'étaient déroulées différemment, elle aurait attendu pour toujours et l'aimerait encore plus. Cela dit, il commence sur une falaise, où Nicola a voulu être enterré, ainsi que les autres bracelets, un par un, ils dispersent ses cendres dans la mer. Cela fait, vers le soir, il décide de s'enfuir en canoë en direction de rivages lointains. Cependant, le reste du groupe lui fait comprendre qu'il n'arrête pas de se battre et de fuir pour résoudre ses problèmes, même avec des chances minimales. À travers une étreinte collective, il comprend que maintenant, ils vont prendre soin de lui et ils vont tous revenir à l'hôpital à la recherche d'un traitement définitif contre son cancer. À la troisième saison, après des mois passés sur l'île de San Nicola avec Cris, il pense à tout ce que les médecins lui ont dit avant de quitter l'hôpital et décide de partir de son côté pour retourner à l'hôpital, mais il a une attaque. dans la tête et échange Bianca pour sa mère. Le lendemain, il rentre de l’île à l’hôpital pour y être soigné, retourne dans son ancienne chambre où se trouve également Bobo, un garçon qui vit de greffe depuis des années, ce qui lui est immédiatement hostile. Dans le ferry, Leo et Cris font l'amour, et plus tard, Cris restera enceinte. Leo sort de l'hôpital pour aller voir la tombe de sa mère et rencontre également un monsieur qui laisse ses fleurs sur la tombe (plus tard, il s'avère que c'est son grand-père). Léo est encouragé par David à faire une nouvelle vie et décide de remonter dans le temps. Une fois dans le passé, portant ses deux jambes et conduisant une moto, il se rend à une fête avec ses amis. Après la fête, Toni le reconduit à l'hôpital, où personne ne le reconnaît, et peu de temps après, Toni oublie aussi de lui. Léo, en colère, demande à retourner à David, qui lui promet de le ramener à la vie normale comme choix final. Son père lui dit que l'homme en uniforme de général est son grand-père et qu'il ne s'était pas approché de sa fille et de sa famille depuis que sa fille l'avait épousé. Léo décide de se faire accompagner chez son grand-père, où se déroule une dispute au cours de laquelle le vieil homme se montre bourru. À son retour à l'hôpital, Lisandri l'informe que la tumeur est trop grosse et qu'aucun chirurgien n'accepterait de la faire opérer, mais Leo décide de se faire opérer. Au cours de l'opération, Leo se retrouve dans la piscine où il rencontre Davide, qui lui explique qu'il devra combattre le lion dans la piscine pour survivre. Léo défait le lion et peut enfin être libéré après une longue période d'hospitalisation. Une fois libéré, il part avec le groupe des Bracelets sur l'île de San Nicola, où Cris donne naissance à leur enfant.

### Valentino «Vale» Maggi
| Saison | Épisode | Diffusion         | Audiences | PDM      |
| ------ | ------- | ----------------- | --------- | -------- |
| 1      | 1       | 26 janvier 2014   | 5 300 000 | 20,02 %. |
| 1      | 2       | 2 février 2014    | 5 689 000 | 19,86 %. |
| 1      | 3       | 9 février 2014    | 6 020 000 | 22,35 %. |
| 1      | 4       | 16 février 2014   | 6 250 000 | 22,43 %. |
| 1      | 5       | 23 février 2014   | 6 733 000 | 24,84 %. |
| 1      | 6       | 2 mars 2014       | 7 231 000 | 25,94 %. |
| 2      | 7       | 15 février 2015   | 6 683 000 | 24,34 %. |
| 2      | 8       | 22 février 2015   | 6 470 000 | 23,33 %. |
| 2      | 9       | 1er mars 2015     | 6 511 000 | 23,45%.  |
| 2      | 10      | 8 mars 2015       | 6 231 000 | 23,64 %. |
| 2      | 11      | 15 mars 2015      | 6 500 000 | 24,10 %. |
| 3      | 12      | 16 octobre 2016   | 4 135 000 | 16,47 %. |
| 3      | 13      | 23 octobre 2016   | 4 467 000 | 17.7 %.  |
| 3      | 14      | 30 octobre 2016   | 3 405 000 | 13.7 %.  |
| 3      | 15      | 6 novembre 2016   | 4 042 000 | 16 %.    |
| 3      | 16      | 13 novembre 2016  | 4 026 000 | 16,3 %.  |
| 3      | 17      | 20 novembre 2016  | 4 367 000 | 16,8 %.  |
| 3      | 18      | 27 novembre 2016  | 4 346 000 | 16,7 %.  |
| 3      | 19      | 1er décembre 2016 | 4 820 000 | 18.50 %. |